# Himalochrysa bhandarensis
Himalochrysa bhandarensis is een insect uit de familie van de gaasvliegen (Chrysopidae), die tot de orde netvleugeligen (Neuroptera) behoort. 
Himalochrysa bhandarensis is voor het eerst wetenschappelijk beschreven door Hölzel in 1973.